# بخش برزک
بخش برزک یکی از بخش‌های تابع شهرستان کاشان در استان اصفهان ایران است.

## تقسیمات کشوری
- بخش برزک
  - دهستان باباافضل
  - دهستان گلاب

شهر : برزک

## جمعیت
براساس سرشماری عمومی نفوس و مسکن در سال ۱۳۹۵، جمعیت بخش برزک برابر با ۱۴،۹۱۰ نفر بوده‌است.